# Specie di Phyllanthus
Elenco delle Specie di Phyllanthus:

## A
- Phyllanthus abditus G.L.Webster
- Phyllanthus abnormis Baill.
- Phyllanthus acacioides Urb.
- Phyllanthus acidus (L.) Skeels
- Phyllanthus acinacifolius Airy Shaw & G.L.Webster
- Phyllanthus actephilifolius J.J.Sm.
- Phyllanthus acuminatus Vahl
- Phyllanthus acutifolius Poir. ex Spreng.
- Phyllanthus acutissimus Miq.
- Phyllanthus adenodiscus Müll.Arg.
- Phyllanthus adianthoides Klotzsch
- Phyllanthus aeneus Baill.
- Phyllanthus airy-shawii Jean F.Brunel & J.P.Roux
- Phyllanthus ajmerianus L.B.Chaudhary & R.R.Rao
- Phyllanthus albidiscus (Ridl.) Airy Shaw
- Phyllanthus albizzioides (Kurz) Hook.f.
- Phyllanthus allemii G.L.Webster
- Phyllanthus almadensis Müll.Arg.
- Phyllanthus alpestris Beille
- Phyllanthus amarus Schumach. & Thonn.
- Phyllanthus ambatovolanus Leandri
- Phyllanthus amicorum G.L.Webster
- Phyllanthus amieuensis Guillaumin
- Phyllanthus amnicola G.L.Webster
- Phyllanthus ampandrandavae Leandri
- Phyllanthus analamerae Leandri
- Phyllanthus anamalayanus (Gamble) G.L.Webster
- Phyllanthus andamanicus N.P.Balakr. & N.G.Nair
- Phyllanthus anderssonii Müll.Arg.
- Phyllanthus andrachniformis Pax
- Phyllanthus andranovatensis Jean F.Brunel & J.P.Roux
- Phyllanthus angkorensis Beille
- Phyllanthus angolensis Müll.Arg.
- Phyllanthus angustatus Hutch.
- Phyllanthus angustifolius (Sw.) Sw.
- Phyllanthus angustissimus Müll.Arg.
- Phyllanthus anisolobus Müll.Arg.
- Phyllanthus anisophyllioides Merr.
- Phyllanthus ankarana Leandri
- Phyllanthus ankaratrae (Leandri) Petra Hoffm. & McPherson
- Phyllanthus ankazobensis Ralim. & Petra Hoffm.
- Phyllanthus anthopotamicus Hand.-Mazz.
- Phyllanthus aoraiensis Nadeaud
- Phyllanthus aoupinieensis M.Schmid
- Phyllanthus aphanostylus Airy Shaw & G.L.Webster
- Phyllanthus apiculatus Merr.
- Phyllanthus aracaensis G.L.Webster ex Secco & A.Rosário
- Phyllanthus arachnodes Govaerts & Radcl.-Sm.
- Phyllanthus arbuscula (Sw.) J.F.Gmel.
- Phyllanthus archboldianus Airy Shaw & G.L.Webster
- Phyllanthus ardisianthus Airy Shaw & G.L.Webster
- Phyllanthus arenarius Beille
- Phyllanthus arenicola  Casar.
- Phyllanthus argyi H.Lév.
- Phyllanthus aridus Benth.
- Phyllanthus armstrongii Benth.
- Phyllanthus artensis M.Schmid
- Phyllanthus arvensis Müll.Arg.
- Phyllanthus aspersus Jean F.Brunel & J.P.Roux
- Phyllanthus asperulatus Hutch.
- Phyllanthus atabapoensis Jabl.
- Phyllanthus attenuatus Miq.
- Phyllanthus augustini Baill.
- Phyllanthus australis Hook.f.
- Phyllanthus austroparensis Radcl.-Sm.
- Phyllanthus avanguiensis M.Schmid
- Phyllanthus avicularis Müll.Arg.
- Phyllanthus awaensis G.L.Webster
- Phyllanthus axillaris (Sw.) Müll.Arg.

## B
- Phyllanthus baeckeoides J.T.Hunter & J.J.Bruhl
- Phyllanthus baeobotryoides Wall. ex Müll.Arg.
- Phyllanthus bahiensis Müll.Arg.
- Phyllanthus baillonianus Müll.Arg.
- Phyllanthus baladensis Baill.
- Phyllanthus balakrishnanii Sunil, K.M.P.Kumar & Naveen Kum.
- Phyllanthus balansae Beille
- Phyllanthus balansanus Guillaumin
- Phyllanthus balgooyi Petra Hoffm. & A.J.M.Baker
- Phyllanthus bancilhonae Jean F.Brunel & J.P.Roux
- Phyllanthus baraouaensis M.Schmid
- Phyllanthus barbarae M.C.Johnst.
- Phyllanthus bathianus Leandri
- Phyllanthus beddomei (Gamble) M.Mohanan
- Phyllanthus bemangidiensis Ralim.
- Phyllanthus benguelensis Müll.Arg.
- Phyllanthus benguetensis C.B.Rob.
- Phyllanthus bequaertii Robyns & Lawalrée
- Phyllanthus bernardii Jabl.
- Phyllanthus bernierianus Baill. ex Müll.Arg.
- Phyllanthus berteroanus Müll.Arg.
- Phyllanthus betsileanus Leandri
- Phyllanthus biantherifer Croizat
- Phyllanthus bicolor Vis.
- Phyllanthus binhii Thin
- Phyllanthus birmanicus Müll.Arg.
- Phyllanthus blanchetianus Müll.Arg.
- Phyllanthus blancoanus Müll.Arg.
- Phyllanthus bodinieri (H.Lév.) Rehder
- Phyllanthus boehmii Pax
- Phyllanthus boguenensis M.Schmid
- Phyllanthus bojerianus (Baill.) Müll.Arg.
- Phyllanthus bokorensis Tagane
- Phyllanthus bolivarensis Steyerm.
- Phyllanthus bolivianus Pax & K.Hoffm.
- Phyllanthus bonnardii Jean F.Brunel
- Phyllanthus borenensis M.G.Gilbert
- Phyllanthus borjaensis Jabl.
- Phyllanthus botryanthus Müll.Arg.
- Phyllanthus bourgeoisii Baill.
- Phyllanthus brachyphyllus Urb.
- Phyllanthus brandegeei Millsp.
- Phyllanthus brasiliensis (Aubl.) Poir.
- Phyllanthus brassii C.T.White
- Phyllanthus brevipes Hook.f.
- Phyllanthus breynioides (P.T.Li) Govaerts & Radcl.-Sm.
- Phyllanthus brynaertii Jean F.Brunel
- Phyllanthus buchii Urb.
- Phyllanthus bupleuroides Baill.
- Phyllanthus burundiensis Jean F.Brunel
- Phyllanthus buxifolius (Blume) Müll.Arg.
- Phyllanthus buxoides Guillaumin

## C
- Phyllanthus cacuminum Müll.Arg.

P. cocumbiensis, Jean F. Brunel. Olotipo presso l'Herbarium Berolinense. Raccolto da John Gossweiler, 6 dicembre 1946 a Cocumbi, Luanda, Angola. Leg.: J. Gossweiler 13937 (BD)

- Phyllanthus caesiifolius Petra Hoffm. & Cheek
- Phyllanthus caesius Airy Shaw & G.L.Webster
- Phyllanthus caespitosus Brenan
- Phyllanthus calcicola M.Schmid
- Phyllanthus caligatus Jean F.Brunel & J.P.Roux
- Phyllanthus callejasii G.L.Webster
- Phyllanthus calycinus Labill.
- Phyllanthus camerunensis Jean F.Brunel
- Phyllanthus caparaoensis G.L.Webster
- Phyllanthus caraculiensis Jean F.Brunel
- Phyllanthus caribaeus Urb.
- Phyllanthus carinatus Beille
- Phyllanthus carlottae M.Schmid
- Phyllanthus carmenluciae R.T.M.Ribeiro & Loiola
- Phyllanthus carnosulus Müll.Arg.
- Phyllanthus caroliniensis Walter
- Phyllanthus carpentariae Müll.Arg.
- Phyllanthus carrenoi Steyerm.
- Phyllanthus carunculatus Jean F.Brunel
- Phyllanthus carvalhoi G.L.Webster
- Phyllanthus casearioides S.Moore
- Phyllanthus cassioides Rusby
- Phyllanthus casticum P.Willemet
- Phyllanthus castus S.Moore
- Phyllanthus caudatifolius Merr.
- Phyllanthus caudatus Müll.Arg.
- Phyllanthus cauliflorus (Sw.) Griseb.
- Phyllanthus cauticola J.T.Hunter & J.J.Bruhl
- Phyllanthus caymanensis G.L.Webster & Proctor
- Phyllanthus cedrelifolius Verdc.
- Phyllanthus celebicus Koord.
- Phyllanthus ceratostemon Brenan
- Phyllanthus chacoensis Morong
- Phyllanthus chamaecerasus Baill.
- Phyllanthus chamaecristoides Urb.
- Phyllanthus chamaepeuce Ridl.
- Phyllanthus chandrabosei Govaerts & Radcl.-Sm.
- Phyllanthus chantaranothaii Pornp., J.Parn. & Hodk.
- Phyllanthus chantrieri André
- Phyllanthus chayamaritiae Chantar. & Kantachot
- Phyllanthus chekiangensis Croizat & Metcalf
- Phyllanthus cherrieri M.Schmid
- Phyllanthus chevalieri Beille
- Phyllanthus chiapensis Sprague
- Phyllanthus chimantae Jabl.
- Phyllanthus choretroides Müll.Arg.
- Phyllanthus chrysanthus Baill.
- Phyllanthus chryseus R.A.Howard
- Phyllanthus ciccoides Müll.Arg.
- Phyllanthus ciliaris Baill.
- Phyllanthus cinctus Urb.
- Phyllanthus cinereus Müll.Arg.
- Phyllanthus cladanthus Müll.Arg.
- Phyllanthus cladotrichus Müll.Arg.
- Phyllanthus clamboides (F.Muell.) Diels
- Phyllanthus clarkei Hook.f.
- Phyllanthus claussenii Müll.Arg.
- Phyllanthus coalcomanensis Croizat
- Phyllanthus cochinchinensis Spreng.
- Phyllanthus cocumbiensis Jean F.Brunel
- Phyllanthus coi M.J.Wu, Ferreras & Y.J.Chen
- Phyllanthus collinsiae Craib
- Phyllanthus × collinum-misuku Radcl.-Sm.
- Phyllanthus collinus Domin
- Phyllanthus columnaris Müll.Arg.
- Phyllanthus coluteoides Baill. ex Müll.Arg.
- Phyllanthus comorensis Leandri
- Phyllanthus comosus Urb.
- Phyllanthus compressus Kunth
- Phyllanthus comptonii S.Moore
- Phyllanthus comptus G.L.Webster
- Phyllanthus concolor (Müll.Arg.) Müll.Arg.
- Phyllanthus confusus Brenan
- Phyllanthus conjugatus M.Schmid
- Phyllanthus consanguineus Müll.Arg.
- Phyllanthus coodei Ralim. & Petra Hoffm.
- Phyllanthus cordatulus C.B.Rob.
- Phyllanthus cornutus Baill.
- Phyllanthus coursii Leandri
- Phyllanthus crassinervius Radcl.-Sm.
- Phyllanthus cristalensis Urb.
- Phyllanthus cryptophilus (Comm. ex A.Juss.) Müll.Arg.
- Phyllanthus cuatrecasasianus G.L.Webster
- Phyllanthus cuneifolius (Britton) Croizat
- Phyllanthus cunenensis Jean F.Brunel
- Phyllanthus curranii C.B.Rob.
- Phyllanthus cuscutiflorus S.Moore
- Phyllanthus cyrtophylloides Müll.Arg.

## D
- Phyllanthus daclacensis Thin
- Phyllanthus dallachyanus Benth.
- Phyllanthus dawsonii Steyerm.
- Phyllanthus dealbatus Alston
- Phyllanthus debilis J.G.Klein ex Willd.
- Phyllanthus deciduiramus Däniker
- Phyllanthus dekindtianus Jean F.Brunel
- Phyllanthus delagoensis Hutch.
- Phyllanthus denticulatus Jean F.Brunel
- Phyllanthus deplanchei Müll.Arg.
- Phyllanthus dewildeorum M.G.Gilbert
- Phyllanthus dictyophlebs Radcl.-Sm.
- Phyllanthus dictyospermus Müll.Arg.
- Phyllanthus dimorphus Britton & P.Wilson
- Phyllanthus dinklagei Pax
- Phyllanthus dinteri Pax
- Phyllanthus discolaciniatus Jean F.Brunel
- Phyllanthus discolor Poepp. ex Spreng.
- Phyllanthus distichus Hook. & Arn.
- Phyllanthus dongmoensis Thin
- Phyllanthus dorotheae M.Schmid
- Phyllanthus dracunculoides Baill.
- Phyllanthus duidae Gleason
- Phyllanthus dumbeaensis M.Schmid
- Phyllanthus dumetosus Poir.
- Phyllanthus dumosus C.B.Rob.
- Phyllanthus dunnianus (H.Lév.) Hand.-Mazz. ex Rehder
- Phyllanthus dusenii Hutch.
- Phyllanthus dzumacensis M.Schmid

## E
- Phyllanthus echinospermus C.Wright
- Phyllanthus edmundoi L.J.M.Santiago
- Phyllanthus effusus S.Moore
- Phyllanthus ekmanii G.L.Webster
- Phyllanthus elegans Wall. ex Müll.Arg.
- Phyllanthus eliae (Jean F.Brunel & J.P.Roux) Jean F.Brunel
- Phyllanthus elsiae Urb.
- Phyllanthus embergeri Haicour & Rossignol
- Phyllanthus emblica L.
- Phyllanthus engleri Pax
- Phyllanthus epiphyllanthus L.
- Phyllanthus epiphylliferens Jean F.Brunel
- Phyllanthus eremicus R.L.Barrett & I.Telford
- Phyllanthus eremitus Funez & Hassemer
- Phyllanthus ericoides Torr.
- Phyllanthus erwinii J.T.Hunter & J.J.Bruhl
- Phyllanthus erythrotrichus C.B.Rob.
- Phyllanthus eurisladro Mart. ex Colla
- Phyllanthus eutaxioides S.Moore
- Phyllanthus evanescens Brandegee
- Phyllanthus everettii C.B.Rob.
- Phyllanthus evrardii Beille
- Phyllanthus excisus Urb.
- Phyllanthus exilis S.Moore
- Phyllanthus eximius G.L.Webster & Proctor

## F
- Phyllanthus fadyenii Urb.
- Phyllanthus faguetii Baill.
- Phyllanthus fallax Müll.Arg.
- Phyllanthus fangchengensis P.T.Li
- Phyllanthus fastigiatus Mart. ex Müll.Arg.
- Phyllanthus favieri M.Schmid
- Phyllanthus felicis Jean F.Brunel
- Phyllanthus filicifolius Gage
- Phyllanthus fimbriatitepalus Guillaumin
- Phyllanthus fimbriatus (Wight) Müll.Arg.
- Phyllanthus fimbricalyx P.T.Li
- Phyllanthus finschii K.Schum.
- Phyllanthus fischeri Pax
- Phyllanthus flagellaris Benth.
- Phyllanthus flaviflorus (K.Schum. & Lauterb.) Airy Shaw
- Phyllanthus flexuosus (Siebold & Zucc.) Müll.Arg.
- Phyllanthus fluitans Benth. ex Müll.Arg.
- Phyllanthus fluminis-athi Radcl.-Sm.
- Phyllanthus × fluminis-sabi Radcl.-Sm.
- Phyllanthus fluminis-zambesi Radcl.-Sm.
- Phyllanthus formosus Urb.
- Phyllanthus forrestii W.W.Sm.
- Phyllanthus fotii Jean F.Brunel
- Phyllanthus fractiflexus M.Schmid
- Phyllanthus fraguensis M.C.Johnst.
- Phyllanthus franchetianus H.Lév.
- Phyllanthus francii Guillaumin
- Phyllanthus fraternus G.L.Webster
- Phyllanthus frazieri Radcl.-Sm.
- Phyllanthus friesii Hutch.
- Phyllanthus frodinii Airy Shaw
- Phyllanthus fuernrohrii F.Muell.
- Phyllanthus fuertesii Urb.
- Phyllanthus fuscoluridus Müll.Arg.

## G
- Phyllanthus gabonensisl Jean F.Brunel
- Phyllanthus gageanus (Gamble) M.Mohanan
- Phyllanthus gagnioevae Jean F.Brunel & J.P.Roux
- Phyllanthus galeottianus Baill.
- Phyllanthus gardnerianus (Wight) Baill.
- Phyllanthus geniculatostemon Jean F.Brunel
- Phyllanthus gentryi G.L.Webster
- Phyllanthus geoffrayi Beille
- Phyllanthus gillettianus Jean F.Brunel
- Phyllanthus gjellerupii J.J.Sm.
- Phyllanthus glabrescens (Miq.) Müll.Arg.
- Phyllanthus gladiatus Müll.Arg.
- Phyllanthus glaucinus (Miq.) Müll.Arg.
- Phyllanthus glaucophyllus Sond.
- Phyllanthus glaucus Wall. ex Müll.Arg.
- Phyllanthus glaziovii Müll.Arg.
- Phyllanthus glochidioides Elmer
- Phyllanthus gneissicus S.Moore
- Phyllanthus goianensis L.J.M.Santiago
- Phyllanthus golonensis M.Schmid
- Phyllanthus gomphocarpus Hook.f.
- Phyllanthus gongyloides Cordeiro & Carn.-Torres
- Phyllanthus gordonii Ralim. & Petra Hoffm.
- Phyllanthus gossweileri Hutch.
- Phyllanthus goudotianus (Baill.) Müll.Arg.
- Phyllanthus gracilipes (Miq.) Müll.Arg.
- Phyllanthus gradyi  M.J.Silva & M.F.Sales
- Phyllanthus graminicola  Hutch.
- Phyllanthus grandifolius L.
- Phyllanthus graveolens Kunth
- Phyllanthus greenei Elmer
- Phyllanthus guangdongensis P.T.Li
- Phyllanthus guanxiensis Govaerts & Radcl.-Sm.
- Phyllanthus guillauminii Däniker
- Phyllanthus gunnii Hook.f.
- Phyllanthus gypsicola McVaugh

## H
- Phyllanthus hainanensis Merr.
- Phyllanthus hakgalensis Thwaites ex Trimen
- Phyllanthus hamelinii I.Telford & R.L.Barrett
- Phyllanthus harmandii Beille
- Phyllanthus harrimanii G.L.Webster
- Phyllanthus harrisii Radcl.-Sm.
- Phyllanthus hasskarlianus Müll.Arg.
- Phyllanthus helenae M.Schmid
- Phyllanthus heliotropus C.Wright ex Griseb.
- Phyllanthus heteradenius Müll.Arg.
- Phyllanthus heterotrichus Lundell
- Phyllanthus hexadactylus McVaugh
- Phyllanthus heyneanus Müll.Arg.
- Phyllanthus hildebrandtii Pax
- Phyllanthus hirtellus F.Muell. ex Müll.Arg.
- Phyllanthus hodjelensis Schweinf.
- Phyllanthus holostylus Milne-Redh.
- Phyllanthus hortensis Govaerts & Radcl.-Sm.
- Phyllanthus houailouensis M.Schmid
- Phyllanthus huallagensis Standl. ex Croizat
- Phyllanthus huamotensis Pornp., Chantar. & J.Parn.
- Phyllanthus huberi Riina & P.E.Berry
- Phyllanthus humbertianus Leandri
- Phyllanthus humbertii (Leandri) Petra Hoffm. & McPherson
- Phyllanthus humpatanus Jean F.Brunel
- Phyllanthus hutchinsonianus S.Moore
- Phyllanthus hypoleucus Müll.Arg.
- Phyllanthus hypospodius F.Muell.
- Phyllanthus hyssopifolioides Kunth

## I
- Phyllanthus imbricatus G.L.Webster
- Phyllanthus incrustatus Urb.
- Phyllanthus incurvus Thunb.
- Phyllanthus indigoferoides Benth.
- Phyllanthus indofischeri Bennet
- Phyllanthus inflatus Hutch.
- Phyllanthus insulae-japen Airy Shaw
- Phyllanthus insulensis Beille
- Phyllanthus involutus J.T.Hunter & J.J.Bruhl
- Phyllanthus iratsiensis Leandri
- Phyllanthus irriguus Radcl.-Sm.
- Phyllanthus isomonensis Leandri
- Phyllanthus itamarajuensis Marques-Torres & M.J.Silva
- Phyllanthus itatiaiensis Brade
- Phyllanthus ivohibeus Leandri

## J
- Phyllanthus jablonskianus Steyerm. & Luteyn
- Phyllanthus jaegeri Jean F.Brunel & J.P.Roux
- Phyllanthus jaffrei M.Schmid
- Phyllanthus jauaensis Jabl.
- Phyllanthus jaubertii Vieill. ex Guillaumin
- Phyllanthus juglandifolius Willd.
- Phyllanthus junceus Müll.Arg.

## K
- Phyllanthus kaessneri Hutch.
- Phyllanthus kampotensis Beille
- Phyllanthus kanalensis Baill.
- Phyllanthus karibibensis Jean F.Brunel
- Phyllanthus kaweesakii Pornp., Chantar. & J.Parn.
- Phyllanthus kelleanus Jean F.Brunel
- Phyllanthus kerrii Airy Shaw
- Phyllanthus kerstingii Jean F.Brunel
- Phyllanthus keyensis Warb.
- Phyllanthus kidna Challen & Petra Hoffm.
- Phyllanthus kinabaluicus Airy Shaw
- Phyllanthus koghiensis Guillaumin
- Phyllanthus koniamboensis M.Schmid
- Phyllanthus kostermansii Airy Shaw
- Phyllanthus kouaouaensis M.Schmid
- Phyllanthus koumacensis Guillaumin

## L
- Phyllanthus lacerosus Airy Shaw
- Phyllanthus laciniatus C.B.Rob.
- Phyllanthus lacunarius F.Muell.
- Phyllanthus lacunellus Airy Shaw
- Phyllanthus lanceolatus Poir.
- Phyllanthus lancifolius Merr.
- Phyllanthus lasiogynus Müll.Arg.
- Phyllanthus latifolius (L.) Sw.
- Phyllanthus lativenius (Croizat) Govaerts & Radcl.-Sm.
- Phyllanthus lawii J.Graham
- Phyllanthus laxiflorus Benth.
- Phyllanthus lebrunii Robyns & Lawalrée
- Phyllanthus lediformis  Jabl.
- Phyllanthus leonardianus Lisowski, Malaisse & Symoens
- Phyllanthus leptocaulos Müll.Arg.
- Phyllanthus leptoclados Benth.
- Phyllanthus leptoneurus Urb.
- Phyllanthus leptophyllus Müll.Arg.
- Phyllanthus leschenaultii Müll.Arg.
- Phyllanthus letestui Jean F.Brunel
- Phyllanthus letouzeyanus Jean F.Brunel
- Phyllanthus leucanthus Pax
- Phyllanthus leucocalyx Hutch.
- Phyllanthus leucochlamys  Radcl.-Sm.
- Phyllanthus leucosepalus Jean F.Brunel
- Phyllanthus leytensis Elmer
- Phyllanthus lichenisilvae  (Leandri ex Humbert) Petra Hoffm. & McPherson
- Phyllanthus liebmannianus Müll.Arg.
- Phyllanthus liesneri G.L.Webster
- Phyllanthus ligustrifolius S.Moore
- Phyllanthus lii Govaerts & Radcl.-Sm.
- Phyllanthus limmuensis Cufod.
- Phyllanthus lindbergii Müll.Arg.
- Phyllanthus lindenianus Baill.
- Phyllanthus lingulatus Beille
- Phyllanthus liukiuensis Matsum. ex Hayata
- Phyllanthus loandensis Welw. ex Müll.Arg.
- Phyllanthus lokohensis Leandri
- Phyllanthus longeramosus Guillaumin
- Phyllanthus longipedicellatus M.J.Silva
- Phyllanthus longistylus Jabl.
- Phyllanthus loranthoides Baill.
- Phyllanthus luciliae M.Schmid
- Phyllanthus lunifolius  Gilbert & Thulin

## M
- Phyllanthus macgregorii C.B.Rob.
- Phyllanthus macphersonii M.Schmid
- Phyllanthus macraei Müll.Arg.
- Phyllanthus macranthus Pax
- Phyllanthus macrocalyx Müll.Arg.
- Phyllanthus macrochorion Baill.
- Phyllanthus madagascariensis Müll.Arg.
- Phyllanthus madeirensis Croizat
- Phyllanthus maderaspatensis L.
- Phyllanthus maestrensis Urb.
- Phyllanthus mafingensis Radcl.-Sm.
- Phyllanthus magdemeanus Jean F.Brunel
- Phyllanthus magnificens Jean F.Brunel & J.P.Roux
- Phyllanthus maguirei Jabl.
- Phyllanthus mahengeaensis Jean F.Brunel
- Phyllanthus major Steyerm.
- Phyllanthus makitae Jean F.Brunel
- Phyllanthus maleolens Urb. & Ekman
- Phyllanthus mananarensis Leandri
- Phyllanthus manausensis W.A.Rodrigues
- Phyllanthus mandjeliaensis M.Schmid
- Phyllanthus mangenotii M.Schmid
- Phyllanthus manicaensis Jean F.Brunel ex Radcl.-Sm.
- Phyllanthus mannianus Müll.Arg.
- Phyllanthus mantadiensis Ralim. & Petra Hoffm.
- Phyllanthus margaretae M.Schmid
- Phyllanthus marianus Müll.Arg.
- Phyllanthus maritimus J.J.Sm.
- Phyllanthus marojejiensis (Leandri) Petra Hoffm. & McPherson
- Phyllanthus martii Müll.Arg.
- Phyllanthus martini Radcl.-Sm.
- Phyllanthus matitanensis Leandri
- Phyllanthus mckenziei  Fosberg
- Phyllanthus mcvaughii G.L.Webster
- Phyllanthus megacarpus (Gamble) Kumari & Chandrab.
- Phyllanthus megalanthus C.B.Rob.
- Phyllanthus megapodus G.L.Webster
- Phyllanthus melleri Müll.Arg.
- Phyllanthus memaoyaensis M.Schmid
- Phyllanthus mendesii Jean F.Brunel
- Phyllanthus meridensis G.L.Webster
- Phyllanthus merinthopodus Diels
- Phyllanthus meuieensis M.Schmid
- Phyllanthus meyerianus Müll.Arg.
- Phyllanthus mickelii McVaugh
- Phyllanthus micranthus A.Rich.
- Phyllanthus microcarpus (Benth.) Müll.Arg.
- Phyllanthus microcladus Müll.Arg.
- Phyllanthus microdendron Müll.Arg.
- Phyllanthus microdictyus Urb.
- Phyllanthus micromeris Radcl.-Sm.
- Phyllanthus microphyllinus Müll.Arg.
- Phyllanthus microphyllus Kunth
- Phyllanthus millei Standl.
- Phyllanthus mimicus G.L.Webster
- Phyllanthus mimosoides Sw.
- Phyllanthus minahassae Koord.
- Phyllanthus minarum Standl. & Steyerm.
- Phyllanthus mindouliensis Jean F.Brunel
- Phyllanthus minutiflorus F.Muell. ex Müll.Arg.
- Phyllanthus minutifolius Jabl.
- Phyllanthus minutulus Müll.Arg.
- Phyllanthus mirabilis Müll.Arg.
- Phyllanthus mirificus G.L.Webster
- Phyllanthus mitchellii Benth.
- Phyllanthus mittenianus Hutch.
- Phyllanthus mkurirae Jean F.Brunel
- Phyllanthus mocinoanus Baill.
- Phyllanthus mocotensis G.L.Webster
- Phyllanthus moeroensis De Wild.
- Phyllanthus moi P.T.Li
- Phyllanthus monroviae Jean F.Brunel
- Phyllanthus montanus (Sw.) Sw.
- Phyllanthus montis-fontium M.Schmid
- Phyllanthus montrouzieri Guillaumin
- Phyllanthus mooneyi M.G.Gilbert
- Phyllanthus moorei M.Schmid
- Phyllanthus moramangicus (Leandri) Leandri
- Phyllanthus moratii M.Schmid
- Phyllanthus mouensis M.Schmid
- Phyllanthus muellerianus (Kuntze) Exell
- Phyllanthus multiflorus Poir.
- Phyllanthus muriculatus J.J.Sm.
- Phyllanthus muscosus Ridl.
- Phyllanthus mutisianus G.L.Webster
- Phyllanthus myriophyllus Urb.
- Phyllanthus myrsinites Kunth
- Phyllanthus myrtaceus Sond.
- Phyllanthus myrtifolius (Wight) Müll.Arg.
- Phyllanthus myrtilloides Griseb.

## N
- Phyllanthus nanellus P.T.Li
- Phyllanthus natoensis M.Schmid
- Phyllanthus ndikinimekianus Jean F.Brunel
- Phyllanthus neblinae Jabl.
- Phyllanthus neoleonensis Croizat
- Phyllanthus nhatrangensis Beille
- Phyllanthus nigericus Brenan
- Phyllanthus nigrescens (Blanco) Müll.Arg.
- Phyllanthus niinamii  Hayata
- Phyllanthus ningaensis M.Schmid
- Phyllanthus niruri L.
- Phyllanthus niruroides Müll.Arg.
- Phyllanthus nitens M.Schmid
- Phyllanthus nitidulus Müll.Arg.
- Phyllanthus nothisii M.Schmid
- Phyllanthus novae-hollandiae Müll.Arg.
- Phyllanthus nozeranianus Jean F.Brunel & J.P.Roux
- Phyllanthus nummulariifolius Poir.
- Phyllanthus nummularioides Müll.Arg.
- Phyllanthus nutans  Sw.
- Phyllanthus nyale Petra Hoffm. & Cheek
- Phyllanthus nyikae Radcl.-Sm.

## O
- Phyllanthus oaxacanus Brandegee
- Phyllanthus obdeltophyllus Leandri
- Phyllanthus obfalcatus Lasser & Maguire
- Phyllanthus oblanceolatus J.T.Hunter & J.J.Bruhl
- Phyllanthus oblongiglans] M.G.Gilbert
- Phyllanthus obtusatus (Thunb.) Müll.Arg.
- Phyllanthus occidentalis J.T.Hunter & J.J.Bruhl
- Phyllanthus octomerus Müll.Arg.
- Phyllanthus odontadenius Müll.Arg.
- Phyllanthus oligospermus Hayata
- Phyllanthus omahakensis Dinter & Pax
- Phyllanthus oppositifolius Baill. ex Müll.Arg.
- Phyllanthus orbicularifolius (P.T.Li) Govaerts & Radcl.-Sm.
- Phyllanthus orbicularis Kunth
- Phyllanthus orbiculatus Rich.
- Phyllanthus oreichtitus Leandri
- Phyllanthus oreophilus Müll.Arg.
- Phyllanthus orientalis (Craib) Airy Shaw
- Phyllanthus orinocensis Steyerm.
- Phyllanthus ouveanus Däniker
- Phyllanthus ovalifolius Forssk.
- Phyllanthus ovatifolius J.J.Sm.
- Phyllanthus ovatus Poir.
- Phyllanthus oxycarpus Müll.Arg.
- Phyllanthus oxycoccifolius Hutch.
- Phyllanthus oxyphyllus Miq.

## P
- Phyllanthus pachyphyllus Müll.Arg.
- Phyllanthus pachystylus Urb.
- Phyllanthus pacificus Müll.Arg.
- Phyllanthus pacoensis Thin
- Phyllanthus paezensis Jabl.
- Phyllanthus palakondensis Raja Kullayisw. & Sarojin.
- Phyllanthus palauensis Hosok.
- Phyllanthus × pallidus C.Wright ex Griseb.
- Phyllanthus pancherianus Baill.
- Phyllanthus papuanus Gage
- Phyllanthus paraguayensis Parodi
- Phyllanthus parainduratus M.Schmid
- Phyllanthus parangoyensis M.Schmid
- Phyllanthus paraqueensis Jabl.
- Phyllanthus parvifolius Buch.-Ham. ex D.Don
- Phyllanthus parvulus Sond.
- Phyllanthus parvus Hutch.
- Phyllanthus paucitepalus M.Schmid
- Phyllanthus pavonianus Baill.
- Phyllanthus paxianus Dinter
- Phyllanthus paxii Hutch.
- Phyllanthus pectinatus Hook.f.
- Phyllanthus pedicellatus Orlandini, Cordeiro & V.C.Souza
- Phyllanthus peltatus Guillaumin
- Phyllanthus pendulus Roxb.
- Phyllanthus peninsularis Brandegee
- Phyllanthus pentandrus Schumach. & Thonn.
- Phyllanthus pentaphyllus C.Wright ex Griseb.
- Phyllanthus pergracilis Gillespie
- Phyllanthus perpusillus Baill.
- Phyllanthus perrieri (Leandri) Petra Hoffm. & McPherson
- Phyllanthus pervilleanus (Baill.) Müll.Arg.
- Phyllanthus petaloideus Paul G.Wilson
- Phyllanthus petchikaraensis M.Schmid
- Phyllanthus petelotii Croizat
- Phyllanthus petenensis Lundell
- Phyllanthus petraeus A.Chev. & Beille
- Phyllanthus phialanthoides Falcón & J.L.Gómez
- Phyllanthus philippioides Leandri
- Phyllanthus phillyreifolius Poir.
- Phyllanthus phlebocarpus Urb.
- Phyllanthus phuquocensis Beille
- Phyllanthus physocarpus Müll.Arg.
- Phyllanthus pierlotii Jean F.Brunel
- Phyllanthus pileostigma Coode
- Phyllanthus pilifer M.Schmid
- Phyllanthus pindaiensis M.Schmid
- Phyllanthus pinifolius Baill.
- Phyllanthus pinjenensis M.Schmid
- Phyllanthus pinnatus (Wight) G.L.Webster
- Phyllanthus piranii G.L.Webster
- Phyllanthus pireyi Beille
- Phyllanthus platycalyx Müll.Arg.
- Phyllanthus poeppigianus (Müll.Arg.) Müll.Arg.
- Phyllanthus pohlianus Müll.Arg.
- Phyllanthus poilanei Beille
- Phyllanthus poliborealis Airy Shaw
- Phyllanthus polygonoides Nutt. ex Spreng.
- Phyllanthus polygynus M.Schmid
- Phyllanthus polyspermus Schumach.
- Phyllanthus popayanensis Pax
- Phyllanthus poueboensis M.Schmid
- Phyllanthus poumensis Guillaumin
- Phyllanthus praelongipes Airy Shaw & G.L.Webster
- Phyllanthus praetervisus Müll.Arg.
- Phyllanthus prainianus Collett & Hemsl.
- Phyllanthus procerus C.Wright
- Phyllanthus proctoris G.L.Webster
- Phyllanthus profusus N.E.Br.
- Phyllanthus prominulatus J.T.Hunter & J.J.Bruhl
- Phyllanthus pronyensis Guillaumin
- Phyllanthus prostratus Müll.Arg.
- Phyllanthus pseudocicca Griseb.
- Phyllanthus pseudoguyanensis Herter & Mansf.
- Phyllanthus pseudoniruri Müll.Arg.
- Phyllanthus pseudoparvifolius R.L.Mitra & Sanjappa
- Phyllanthus pseudotrichopodus M.Schmid
- Phyllanthus pterocladus S.Moore
- Phyllanthus pulcher Wall. ex Müll.Arg.
- Phyllanthus pulcherrimus Herter ex Arechav.
- Phyllanthus pulchroides Beille
- Phyllanthus pullenii Airy Shaw & G.L.Webster
- Phyllanthus pulverulentus Urb.
- Phyllanthus pumilus (Blanco) Müll.Arg.
- Phyllanthus puntii G.L.Webster
- Phyllanthus purpureus Müll.Arg.
- Phyllanthus purpusii Brandegee
- Phyllanthus pycnophyllus Müll.Arg.

## Q
- Phyllanthus quintuplinervis M.Schmid

## R
- Phyllanthus racemiger Müll.Arg.
- Phyllanthus racemosus L.f.
- Phyllanthus ramillosus Müll.Arg.
- Phyllanthus ramosii Quisumb. & Merr.
- Phyllanthus ramosus Vell.
- Phyllanthus rangachariarii Murugan, Kabeer & G.V.S.Murthy
- Phyllanthus rangoloakensis Leandri
- Phyllanthus raynalii Jean F.Brunel & J.P.Roux
- Phyllanthus reticulatus Poir.
- Phyllanthus retinervis Hutch.
- Phyllanthus retroflexus  Brade
- Phyllanthus revaughanii Coode
- Phyllanthus rhabdocarpus Müll.Arg.
- Phyllanthus rheedei Wight
- Phyllanthus rheophilus Airy Shaw
- Phyllanthus rheophyticus M.G.Gilbert & P.T.Li
- Phyllanthus rhizomatosus Radcl.-Sm.
- Phyllanthus rhodocladus S.Moore
- Phyllanthus ridleyanus  Airy Shaw
- Phyllanthus ridsdalei R.W.Bouman & Verwijs
- Phyllanthus riedelianus Müll.Arg.
- Phyllanthus robinsonii Merr.
- Phyllanthus robustus Mart. ex Colla
- Phyllanthus roeperianus Wall. ex Müll.Arg.
- Phyllanthus roseus (Craib & Hutch.) Beille
- Phyllanthus rosmarinifolius Müll.Arg.
- Phyllanthus rosselensis Airy Shaw & G.L.Webster
- Phyllanthus rotundifolius J.G.Klein ex Willd.
- Phyllanthus rouxii Jean F.Brunel
- Phyllanthus rozennae M.Schmid
- Phyllanthus ruber (Lour.) Spreng.
- Phyllanthus rubescens Beille
- Phyllanthus rubicundus Beille
- Phyllanthus rubriflorus  J.J.Sm.
- Phyllanthus rubristipulus  Govaerts & Radcl.-Sm.
- Phyllanthus rufuschaneyi  Welzen, R.W.Bouman & Ent
- Phyllanthus rupestris Kunth
- Phyllanthus rupicola Elmer
- Phyllanthus rupiinsularis Hosok.
- Phyllanthus ruscifolius Müll.Arg.

## S
- Phyllanthus saffordii Merr.
- Phyllanthus salesiae M.J.Silva
- Phyllanthus salicifolius Baill.
- Phyllanthus salomonis Airy Shaw
- Phyllanthus salviifolius Kunth
- Phyllanthus samarensis Müll.Arg.
- Phyllanthus sambiranensis Leandri
- Phyllanthus samoanus (Müll.Arg.) W.L.Wagner & Lorence
- Phyllanthus sanjappae Chakrab. & M.Gangop.
- Phyllanthus sarasinii Guillaumin
- Phyllanthus sarothamnoides Govaerts & Radcl.-Sm.
- Phyllanthus sauropodoides Airy Shaw
- Phyllanthus savannicola Domin
- Phyllanthus saxosus F.Muell.
- Phyllanthus scaber Klotzsch
- Phyllanthus scabrifolius Hook.f.
- Phyllanthus schaulsii Jean F.Brunel
- Phyllanthus schliebenii Mansf. ex Radcl.-Sm.
- Phyllanthus scopulorum (Britton) Urb.
- Phyllanthus securinegioides Merr.
- Phyllanthus selbyi Britton & P.Wilson
- Phyllanthus sellowianus (Klotzsch) Müll.Arg.
- Phyllanthus sepialis Müll.Arg.
- Phyllanthus serandii Jean F.Brunel
- Phyllanthus serpentinicola Radcl.-Sm.
- Phyllanthus serpentinus S.Moore
- Phyllanthus sessilis Warb.
- Phyllanthus shabaensis Jean F.Brunel
- Phyllanthus sibuyanensis Elmer
- Phyllanthus sikkimensis Müll.Arg.
- Phyllanthus similis Müll.Arg.
- Phyllanthus simplicicaulis Müll.Arg.
- Phyllanthus sincorensis G.L.Webster
- Phyllanthus singalensis (Miq.) Müll.Arg.
- Phyllanthus singampattianus (Sebast. & A.N.Henry) Kumari & Chandrab.
- Phyllanthus skutchii Standl.
- Phyllanthus smithianus G.L.Webster
- Phyllanthus societatis Müll.Arg.
- Phyllanthus somalensis Hutch.
- Phyllanthus songboiensis Thin
- Phyllanthus sootepensis Craib
- Phyllanthus spartioides Pax & K.Hoffm.
- Phyllanthus spinosus Chiov.
- Phyllanthus spirei Beille
- Phyllanthus sponiifolius Müll.Arg.
- Phyllanthus spruceanus Müll.Arg.
- Phyllanthus squamifolius (Lour.) Stokes
- Phyllanthus standleyi McVaugh
- Phyllanthus stenophyllus Guillaumin
- Phyllanthus stipitatus M.Schmid
- Phyllanthus stipularis Merr.
- Phyllanthus stipulatus (Raf.) G.L.Webster
- Phyllanthus striaticaulis J.T.Hunter & J.J.Bruhl
- Phyllanthus strobilaceus Jabl.
- Phyllanthus stultitiae Airy Shaw
- Phyllanthus stylosus Griff.
- Phyllanthus subapicalis Jabl.
- Phyllanthus subcarnosus C.Wright ex Griseb.
- Phyllanthus subcrenulatus F.Muell.
- Phyllanthus subcuneatus Greenm.
- Phyllanthus subemarginatus Müll.Arg.
- Phyllanthus sublanatus Schumach. & Thonn.
- Phyllanthus submarginalis Airy Shaw
- Phyllanthus subobscurus Müll.Arg.
- Phyllanthus suffrutescens Pax
- Phyllanthus sulcatus J.T.Hunter & J.J.Bruhl
- Phyllanthus sylvincola S.Moore
- Phyllanthus symphoricarpoides Kunth

## T
- Phyllanthus tabularis Airy Shaw
- Phyllanthus tagulae Airy Shaw & G.L.Webster
- Phyllanthus talbotii Sedgw.
- Phyllanthus tanaensis Jean F.Brunel
- Phyllanthus tangoensis M.Schmid
- Phyllanthus tanzaniensis Jean F.Brunel
- Phyllanthus tararae Verwijs
- Phyllanthus taxodiifolius Beille
- Phyllanthus tenellus Roxb.
- Phyllanthus tener Radcl.-Sm.
- Phyllanthus tenuicaulis Müll.Arg.
- Phyllanthus tenuipedicellatus M.Schmid
- Phyllanthus tenuipes C.B.Rob.
- Phyllanthus tenuirhachis J.J.Sm.
- Phyllanthus tenuis Radcl.-Sm.
- Phyllanthus tepuicola Steyerm.
- Phyllanthus tequilensis B.L.Rob. & Greenm.
- Phyllanthus tessmannii Hutch.
- Phyllanthus tetrandrus Roxb.
- Phyllanthus thaii Thin
- Phyllanthus thulinii  Radcl.-Sm.
- Phyllanthus tiebaghiensis M.Schmid
- Phyllanthus timboensis Funez, J.P.R.Ferreira & Hassemer
- Phyllanthus tireliae M.Schmid
- Phyllanthus tixieri M.Schmid
- Phyllanthus torrentium Müll.Arg.
- Phyllanthus touranensis Beille
- Phyllanthus trichopodus Guillaumin
- Phyllanthus trichosporus Adelb.
- Phyllanthus trichotepalus Brenan
- Phyllanthus triphlebius C.B.Rob.
- Phyllanthus tritepalus M.Schmid
- Phyllanthus trungii Thin
- Phyllanthus tsarongensis W.W.Sm.
- Phyllanthus tsetserrae Jean F.Brunel
- Phyllanthus tuberculatus Marques-Torres & M.J.Silva
- Phyllanthus tuerckheimii G.L.Webster
- Phyllanthus tukuyuanus Jean F.Brunel

## U
- Phyllanthus udoricola Radcl.-Sm.
- Phyllanthus ukagurensis Radcl.-Sm.
- Phyllanthus umbratus Müll.Arg.
- Phyllanthus umbricola Guillaumin
- Phyllanthus unifoliatus M.Schmid
- Phyllanthus unioensis M.Schmid
- Phyllanthus upembaensis Jean F.Brunel
- Phyllanthus urbanianus Mansf.
- Phyllanthus urceolatus Baill.
- Phyllanthus urinaria L.
- Phyllanthus ussuriensis Rupr. & Maxim.
- Phyllanthus utricularis Airy Shaw & G.L.Webster

## V
- Phyllanthus vacciniifolius (Müll.Arg.) Müll.Arg.
- Phyllanthus vakinankaratrae Leandri
- Phyllanthus valerii Standl.
- Phyllanthus valleanus Croizat
- Phyllanthus vanderystii LHutch. & De Wild.
- Phyllanthus vatovaviensis Leandri ex Ralim. & Petra Hoffm.
- Phyllanthus veillonii M.Schmid
- Phyllanthus ventricosus G.L.Webster
- Phyllanthus ventuarii Jabl.
- Phyllanthus venustulus Leandri
- Phyllanthus vergens Baill.
- Phyllanthus verrucicaulis Airy Shaw
- Phyllanthus vespertilio Baill.
- Phyllanthus vichadensis Croizat
- Phyllanthus villosus Poir.
- Phyllanthus vincentae J.F.Macbr.
- Phyllanthus virgatus G.Forst.
- Phyllanthus virgulatus Müll.Arg.
- Phyllanthus virgultiramus Däniker
- Phyllanthus viridis M.E.Jones
- Phyllanthus volkensii Engl.
- Phyllanthus vulcani Guillaumin

## W
- Phyllanthus warburgii K.Schum.
- Phyllanthus warnockii G.L.Webster
- Phyllanthus watsonii Airy Shaw
- Phyllanthus websterianus Steyerm.
- Phyllanthus welwitschianus Müll.Arg.
- Phyllanthus wheeleri G.L.Webster
- Phyllanthus wilkesianus Müll.Arg.
- Phyllanthus williamioides Griseb.
- Phyllanthus wingfieldii Radcl.-Sm.
- Phyllanthus wittei Robyns & Lawalrée
- Phyllanthus womersleyi Airy Shaw & G.L.Webster

## X
- Phyllanthus xiphophorus Jean F.Brunel
- Phyllanthus xylorrhizus Thulin

## Y
- Phyllanthus yangambiensis Jean F.Brunel
- Phyllanthus yaouhensis Schltr.
- Phyllanthus youngii Jean F.Brunel
- Phyllanthus yunnanensis (Croizat) Govaerts & Radcl.-Sm.
- Phyllanthus yvettae M.Schmid

## Z
- Phyllanthus zambicus Radcl.-Sm.
- Phyllanthus zanthoxyloides Steyerm.
- Phyllanthus zeylanicus Müll.Arg.
- Phyllanthus zippelianus Müll.Arg.
- Phyllanthus zornioides Radcl.-Sm.